# Den mystiske doktor Clitterhouse
Den mystiske doktor Clitterhouse (engelska: The Amazing Dr. Clitterhouse) är en amerikansk kriminalfilm från 1938 i regi av Anatole Litvak. Filmen är baserad på Barré Lyndons pjäs Dr. Clitterhouse. I huvudrollerna ses Edward G. Robinson, Claire Trevor och Humphrey Bogart.

## Rollista i urval
- Edward G. Robinson - Dr. Clitterhouse
- Humphrey Bogart - 'Rocks' Valentine
- Claire Trevor - Jo Keller
- Allen Jenkins - Okay
- Donald Crisp - Polisinspektören Lewis Lane
- Gale Page - syster Randolph
- Henry O'Neill - domaren
- John Litel - Mr. Monroe, åklagaren
- Thurston Hall - Grant
- Maxie Rosenbloom - Butch
- Burt Hanlon - Pat 'Pal'
- Curt Bois - Rabbit
- Ward Bond - Tug
- Vladimir Sokoloff - Popus 'Poopus'
- Billy Wayne - Candy